# Мутасаррифат Біга
Мутасаррифат Біга (араб. بيغا سنجاغي) — адміністративно-територіальна одиниця Османської імперії. Існував у 1888—1922 роках. Утворився з частини вілайєту Каресі (на теперішніх землях Туреччини).

## Історія
За часів султана Сулеймана I було утворено санджак Біга в складі Румейлійського бейлербейства. У 1661 році його передано до еялету Архіпелаг. В його складі залишався до 1864 року, коли той став вілайєтом Архіпелаг. Адміністративний центр санджаку Біга — Чанаккале — став центром вілайєту. У 1876 році санджак Біга було передано до Стамбульського вілайєту. У 1881 році приєднано до новотутвореного вілайєту Каресі. У 1888 році надано статус мутасаррифату (автономного санджаку), що напряму підпорядковувався султану.
В завдання очільників мутасаррифату було забезпечення охорони протоки Дарданелли, нагляд за фортецями й портами. Важливу роль відіграв під час Першої світової війни. Тут відбувалася дарданельська операція, що завершилася поразкою британців. Після капітуляції Османської імперії планувалося передати ці землі королівству Греція. У 1919 році війська останньої окупували колишній мутасаррифат. Втім після перемоги Турецької республіки у війні 1919—1921 років Біга перейшла до Туреччини. після цього увійшла до провінції Чанакалле.

## Структура
Мутасаррифат складався з 6 кази: Біга, Чанакалле, Айваджик, Лапсекі, Байрамич, Езіне.

## Населення
Відповідно до офіційних відомостей 1914 року в мутасаррифаті мешкало 165 815 осіб, з яких 149 903 були мусульманами (турками, лазами, албанцями, черкесами), 8541 — греками, 3642 — жидами, 2474 — вірменами.

## Економіка
Розвинено було землеробство та рибальство. Вирощували в значні кількості пшеницю (каза Біга), жито, просо і бобові, а також частково овочі й фрукти. Значний зиск отримував від сплати мита за проходження суден.